# Thamnophis brachystoma
Thamnophis brachystoma är en ormart som beskrevs av Cope 1892. Thamnophis brachystoma ingår i släktet strumpebandssnokar, och familjen snokar. IUCN kategoriserar arten globalt som livskraftig. Inga underarter finns listade i Catalogue of Life.
Arten förekommer med två populationer i östra USA i delstaterna Pennsylvania och New York. Habitatet utgörs av gräsmarker, ödemarker, områden vid skogens kanter och platser intill människans samhällen. Ormen föredrar fuktiga ställen. Den håller dvala i underjordiska bon.